# República Popular China en los Juegos Olímpicos
La República Popular China en los Juegos Olímpicos está representada por el Comité Olímpico Chino, miembro del Comité Olímpico Internacional desde el año 1979.
Ha participado en 12 ediciones de los Juegos Olímpicos de Verano, su primera presencia tuvo lugar en Helsinki 1952, aunque no volvió a competir nuevamente hasta Los Ángeles 1984. El país ha obtenido un total de 726 medallas en las ediciones de verano: 303 de oro, 225 de plata y 198 de bronce.
En los Juegos Olímpicos de Invierno ha participado en 12 ediciones, siendo Lake Placid 1980 su primera aparición en estos Juegos. El país ha conseguido un total de 77 medallas en las ediciones de invierno: 22 de oro, 32 de plata y 23 de bronce.
Este país fue anfitrión de los Juegos Olímpicos de Verano en una ocasión: Pekín 2008, y de los Juegos Olímpicos de Invierno en una ocasión: Pekín 2022. 

## Medalleros

### Por edición
| Evento              | Oro | Plata | Bronce | Total |
| ------------------- | --- | ----- | ------ | ----- |
| Helsinki 1952       | 0   | 0     | 0      | 0     |
| 1956 – 1980         | –   | –     | –      | –     |
| Los Ángeles 1984    | 15  | 8     | 9      | 32    |
| Seúl 1988           | 5   | 11    | 12     | 28    |
| Barcelona 1992      | 16  | 22    | 16     | 54    |
| Atlanta 1996        | 16  | 22    | 12     | 50    |
| Sídney 2000         | 28  | 16    | 14     | 58    |
| Atenas 2004         | 32  | 17    | 14     | 63    |
| Pekín 2008          | 48  | 22    | 30     | 100   |
| Londres 2012        | 38  | 31    | 22     | 91    |
| Río de Janeiro 2016 | 27  | 17    | 26     | 70    |
| Tokio 2020          | 38  | 32    | 19     | 89    |
| París 2024          | 40  | 27    | 24     | 91    |
| TOTAL               | 303 | 225   | 198    | 726   |

| Evento              | Oro | Plata | Bronce | Total |
| ------------------- | --- | ----- | ------ | ----- |
| Lake Placid 1980    | 0   | 0     | 0      | 0     |
| Sarajevo 1984       | 0   | 0     | 0      | 0     |
| Calgary 1988        | 0   | 0     | 0      | 0     |
| Albertville 1992    | 0   | 3     | 0      | 3     |
| Lillehammer 1994    | 0   | 1     | 2      | 3     |
| Nagano 1998         | 0   | 6     | 2      | 8     |
| Salt Lake City 2002 | 2   | 2     | 4      | 8     |
| Turín 2006          | 2   | 4     | 5      | 11    |
| Vancouver 2010      | 5   | 2     | 4      | 11    |
| Sochi 2014          | 3   | 4     | 2      | 9     |
| Pyeongchang 2018    | 1   | 6     | 2      | 9     |
| Pekín 2022          | 9   | 4     | 2      | 15    |
| TOTAL               | 22  | 32    | 23     | 77    |

### Por deporte
| Evento              | Oro | Plata | Bronce | Total |
| ------------------- | --- | ----- | ------ | ----- |
| Atletismo           | 11  | 13    | 18     | 42    |
| Bádminton           | 22  | 15    | 15     | 52    |
| Baloncesto          | 0   | 1     | 2      | 3     |
| Balonmano           | 0   | 0     | 1      | 1     |
| Boxeo               | 6   | 7     | 6      | 19    |
| Break dance         | 0   | 0     | 1      | 1     |
| Ciclismo            | 3   | 3     | 3      | 9     |
| Escalada            | 0   | 2     | 0      | 2     |
| Esgrima             | 5   | 7     | 3      | 15    |
| Fútbol              | 0   | 1     | 0      | 1     |
| Gimnasia            | 36  | 32    | 28     | 96    |
| Golf                | 0   | 0     | 2      | 2     |
| Halterofilia        | 44  | 15    | 8      | 67    |
| Hockey sobre hierba | 0   | 2     | 0      | 2     |
| Judo                | 8   | 3     | 12     | 23    |
| Karate              | 0   | 1     | 1      | 2     |
| Lucha               | 2   | 6     | 12     | 20    |
| Natación            | 18  | 24    | 19     | 61    |
| Natación artística  | 2   | 5     | 2      | 9     |
| Pentatlón moderno   | 0   | 1     | 0      | 1     |
| Piragüismo          | 5   | 2     | 0      | 7     |
| Remo                | 2   | 4     | 6      | 12    |
| Saltos              | 55  | 26    | 11     | 92    |
| Sóftbol             | 0   | 1     | 0      | 1     |
| Taekwondo           | 7   | 2     | 4      | 13    |
| Tenis               | 2   | 1     | 1      | 4     |
| Tenis de mesa       | 37  | 21    | 8      | 66    |
| Tiro con arco       | 1   | 7     | 2      | 10    |
| Tiro                | 31  | 18    | 28     | 77    |
| Vela                | 3   | 3     | 2      | 8     |
| Voleibol            | 3   | 1     | 2      | 6     |
| Vóley playa         | 0   | 1     | 1      | 2     |
| TOTAL               | 303 | 225   | 198    | 726   |

| Evento                  | Oro | Plata | Bronce | Total |
| ----------------------- | --- | ----- | ------ | ----- |
| Curling                 | 0   | 0     | 1      | 1     |
| Esquí acrobático        | 5   | 8     | 4      | 17    |
| Patinaje artístico      | 2   | 3     | 4      | 9     |
| Patinaje de velocidad   | 2   | 3     | 4      | 9     |
| Patinaje en pista corta | 12  | 16    | 9      | 37    |
| Skeleton                | 0   | 0     | 1      | 2     |
| Snowboard               | 1   | 2     | 0      | 3     |
| TOTAL                   | 22  | 32    | 23     | 77    |